# دن اموس
دن اموس، (به انگلیسی: Dan Amos) (زاده ۱۳ اوت ۱۹۵۱) کارآفرین، بازرگان و مدیر ارشد اجرایی آمریکایی است، که در حال حاضر به‌عنوان مدیر عامل اجرایی و رییس هیئت مدیره شرکت افلک فعالیت می‌کند.